# Santa Maria "Rainha da Paz" no Monte Verde (título cardinalício)
Santa Maria "Rainha da Paz" no Monte Verde (em latim, Sanctae Mariae Reginae Pacis in Monte Viridi) é um título cardinalício instituído em 29 de abril de 1969 pelo Papa Paulo VI. Entre 1970 e 1973, esteve catalogado no Anuário Pontifício como Nossa Senhora "Rainha da Paz". A igreja titular deste título é Santa Maria Regina Pacis, no quartiere Gianicolense.

## Titulares protetores
- Joseph Parecattil (1969-1987)
- Antony Padiyara (1988-2000)
- Francisco Álvarez Martínez (2001-2022)
- Oscar Cantoni (desde 2022)